# Лапейдж, Майкл
Майкл Клемент Лапейдж (англ. Michael Clement Lapage; 15 ноября 1923, Шафтесбери — 20 июля 2018) — британский гребец, выступавший за сборные Англии и Великобритании по академической гребле в конце 1940-х — начале 1950-х годов. Серебряный призёр летних Олимпийских игр в Лондоне, обладатель бронзовой медали Игр Британской империи.  Участник Второй мировой войны. Христианский миссионер в Кении.

## Биография
Майкл Лапейдж родился 15 ноября 1923 года в городе Шефтсбери графства Дорсет, Англия. Сын местного викария Реджинальда Лапейджа и его жены Доры Элверс.
Учился в школе Монктон-Ком, где также проходил обучение его будущий партнёр по сборной Альфред Меллоус. Получив образование, преподавал географию в Селвин-колледже при Кембриджском университете, при этом попасть в университетскую гребную команду ему не удалось из-за начавшейся Второй мировой войны. Служил в Воздушных силах флота Великобритании, в качестве пилота участвовал в боях на Тихоокеанском театре военных действий. В ходе одного из вылетов его чуть не сбили, и этот эпизод оказал на него большое влияние.
По окончании войны Лапейдж вернулся в Кембриджский университет и серьёзно занялся академической греблей, в частности в 1948 году с местной командой выиграл традиционную регату «Оксфорд — Кембридж». Благодаря этой победе вошёл в состав британской национальной сборной и удостоился права защищать честь страны на домашних летних Олимпийских играх в Лондоне. В составе экипажа-восьмёрки, куда также вошли гребцы Кристофер Бартон, Гай Ричардсон, Пол Берчер, Пол Мэсси, Чарльз Ллойд, Джон Мейрик, Альфред Меллоус и рулевой Джек Дирлов, благополучно преодолел предварительный квалификационный этап, взяв верх над командами Норвегии и Дании, затем на стадии полуфиналов прошёл команду Канады. Британские гребцы считались здесь единственными достойными соперниками для главных фаворитов соревнований американцев, представителей Калифорнийского университета в Беркли, однако в решающем финальном заезде конкурентной борьбы не получилось — британцы отстали более чем на десять секунд и вынуждены были довольствоваться серебряными олимпийскими медалями. Лапейдж объяснил такой исход противостояния разницей в питании: Англия испытывала проблемы с продовольствием в послевоенный период, в то время как спортсмены из США имели возможность каждый день есть мясо.
В 1950 году Майкл Лапейдж в составе сборной Англии побывал на Играх Британской империи в Окленде, откуда привёз награду бронзового достоинства, выигранную в программе восьмёрок — в финале уступил командам из Австралии и Новой Зеландии.
Будучи сыном христианского священника и имея опыт смертельной опасности, полученный на войне, в 1950-х годах Лапейдж решил посвятить свою жизнь миссионерской деятельности в Африке. Рукоположен в 1961 году в Кении.
Был женат на Маргарет Бутчер, имел сына и двух дочерей.
В 2012 году участвовал в эстафете олимпийского огня летних Олимпийских игр в Лондоне.
Умер 20 июля 2018 года в возрасте 94 лет.